# Syntypica aleurodes
Syntypica aleurodes är en fjärilsart som beskrevs av Turner 1905. Syntypica aleurodes ingår i släktet Syntypica och familjen mott. Inga underarter finns listade i Catalogue of Life.